# Platagarista
Platagarista là một chi bướm đêm thuộc họ Noctuidae.

## Loài
- Platagarista macleayi Macleay, 1864